# AFI's Greatest Movie Musicals
L'American Film Institute a établi une liste des 25 meilleures comédies musicales du cinéma américain. La liste a été dévoilée par l'American Film Institute au Hollywood Bowl, le 3 septembre 2006. Contrairement à la plupart des listes précédentes, il ne comprend que les 25 gagnants et n'a pas été présenté dans une émission télévisée.

## La liste
| #  | Film                                   | Année | Studio           |
| -- | -------------------------------------- | ----- | ---------------- |
| 1  | Chantons sous la pluie                 | 1952  | MGM              |
| 2  | West Side Story                        | 1961  | United Artists   |
| 3  | Le Magicien d’Oz                       | 1939  | MGM              |
| 4  | La Mélodie du bonheur                  | 1965  | 20th Century Fox |
| 5  | Cabaret                                | 1972  | Allied Artists   |
| 6  | Mary Poppins                           | 1964  | Disney           |
| 7  | Une étoile est née                     | 1954  | Warner Bros.     |
| 8  | My Fair Lady                           | 1964  | Warner Bros.     |
| 9  | Un Américain à Paris                   | 1951  | MGM              |
| 10 | Le Chant du Missouri                   | 1944  | MGM              |
| 11 | Le Roi et moi                          | 1956  | 20th Century Fox |
| 12 | Chicago                                | 2002  | Miramax          |
| 13 | 42e Rue                                | 1933  | Warner Bros.     |
| 14 | Que le spectacle commence              | 1979  | 20th Century Fox |
| 15 | Le Danseur du dessus                   | 1935  | RKO              |
| 16 | Funny Girl                             | 1968  | Columbia         |
| 17 | Tous en scène                          | 1953  | MGM              |
| 18 | La Glorieuse Parade                    | 1942  | Warner Bros.     |
| 19 | Un jour à New York                     | 1949  | MGM              |
| 20 | Grease                                 | 1978  | Paramount        |
| 21 | Les Sept Femmes de Barbe-Rousse        | 1954  | MGM              |
| 22 | La Belle et la Bête                    | 1991  | Disney           |
| 23 | Blanches colombes et vilains messieurs | 1955  | MGM              |
| 24 | Show Boat                              | 1936  | Universal        |
| 25 | Moulin Rouge                           | 2001  | 20th Century Fox |